# علم جنوب غرب الصومال
تم اعتماد العلم الحالي لولاية جنوب غرب الصومال (بالصومالية: Koonfuur Galbeed)‏ في عام 2014، واعتمد أول علم لولاية جنوب غرب الصومال في أبريل 2002.

## خلفية تاريخية

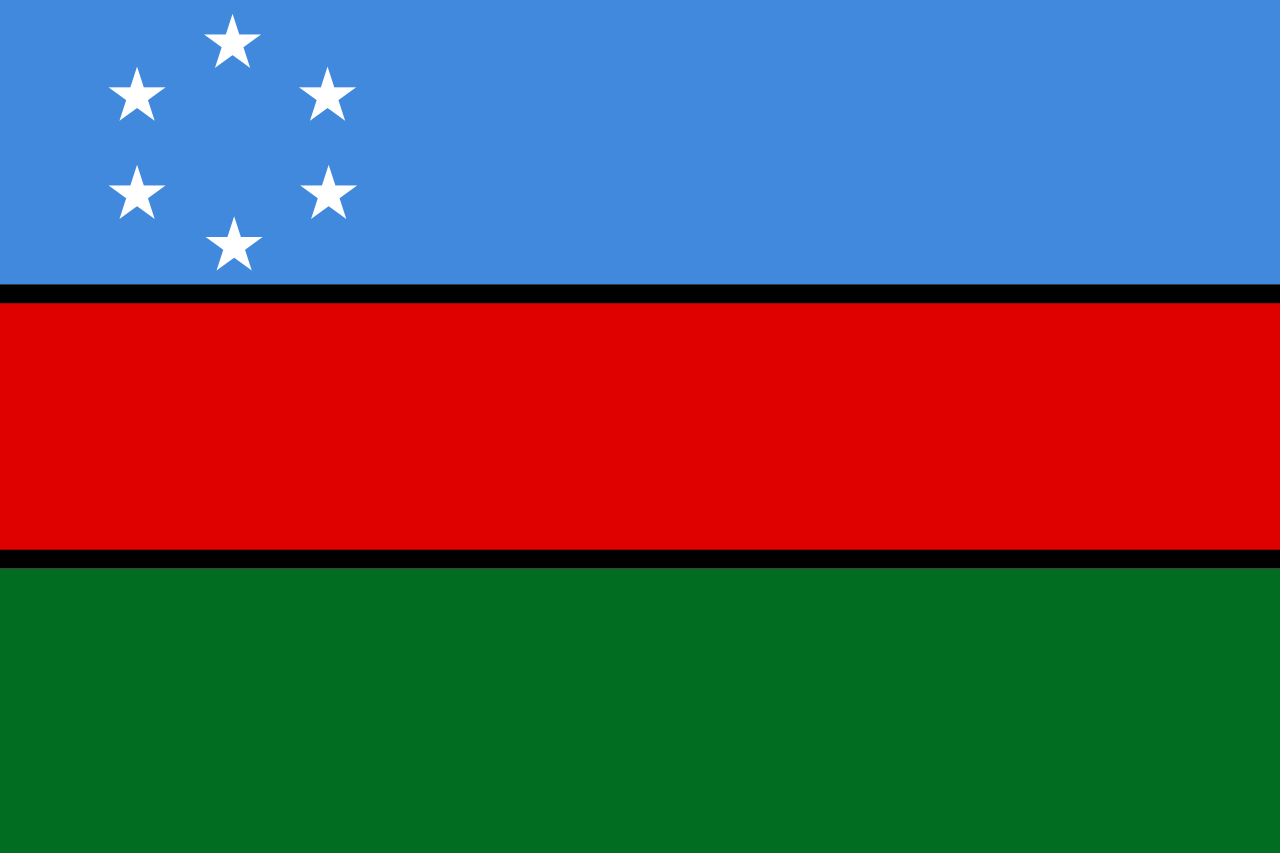
علم ولاية جنوب غرب الصومال في الفترة ما بين 2002 و2014
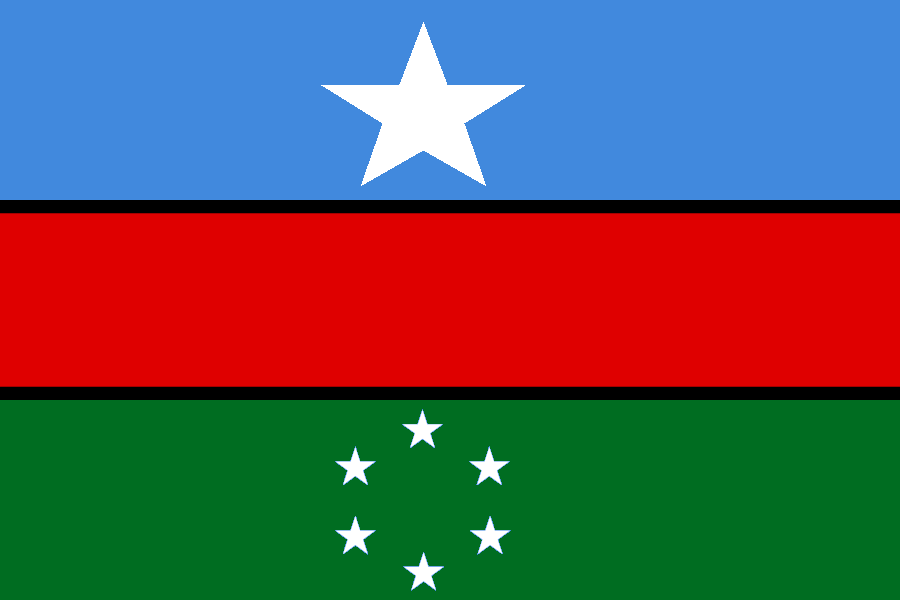
علم اعتُمد لبضعة أشهر في عام 2014